# Simblåsa

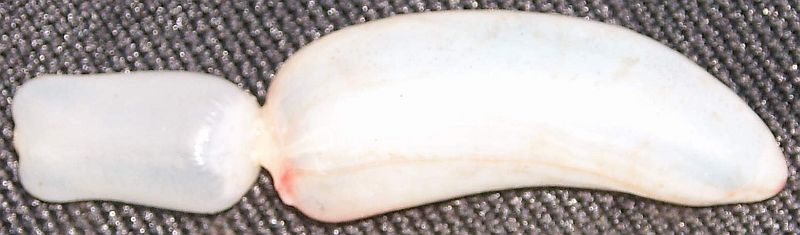
Simblåsa från en sarv.

Simblåsa är ett luftfyllt organ som det stora flertalet fiskar har. Genom att reglera mängden luft i simblåsan kan fisken hålla sig flytande på ett visst djup utan att behöva anstränga sig. Endast benfiskar har simblåsa, men som i fallet med till exempel ordningen plattfiskar saknas den ibland hos vuxna exemplar. Broskfiskar såsom hajar och rockor saknar alla helt simblåsa.
Fiskar i djupare vatten använder simblåsan även för att motverka vattentrycket.
Andra fiskar som saknar simblåsa är till exempel makrill. Fiskar med simblåsa drabbas av dykarsjuka om de fångas på djupare vatten och kan därmed inte överleva vid sportfiske.

## Källhänvisningar
1. 1 2  Angela Sendlinger, red (2008). ”Wozu dient eine Schwimmblase?” (på tyska). Naturwissenschaften: Daten, Fakten, Ereignisse. Compact Verlag. sid. 91